# Rebecca Aldworth
Rebecca Aldworth est, en 2007, la coordonnatrice pour le Canada des activités de la HSUS, la Humane Society of the United States, une société de protection (des droits) des animaux, appelée animaliste, dont les actions concernent notamment le phoque, dont la chasse est pratiquée, entre autres, au Canada Atlantique, spécialement à Terre-Neuve, où elle a grandi.

## Historique
En 2005, elle est venue observer avec une équipe de cadreurs, la chasse aux phoques sur la banquise aux Îles-de-la-Madeleine pour en dénoncer la cruauté. Un réalisateur québécois, Raoul Jomphe l'y a interviewée et mise dans son documentaire sur la chasse aux phoques (Phoques - le film), remettant en cause les méthodes utilisées par la HSUS dans leurs campagnes de financement, ce qui a bien sûr suscité une vive réaction, dont son commentaire disponible sur le blogue de Nord-Est Plus. 